# Opissaster
Opissaster is een geslacht van uitgestorven zee-egels uit de familie Schizasteridae.

## Soorten
- Opissaster auraduensis Kier, 1957 †
- Opissaster cantabriae Sánchez Roig, 1953 †
- Opissaster derasmoi Checchia-Rispoli, 1950 †
- Opissaster farquharsoni Currie, 1927 †
- Opissaster herrerae Lambert & Sánchez Roig, 1926 †
- Opissaster kugleri Jeannet, 1928 †
- Opissaster rozieri Lambert, 1928 †
- Opissaster somaliensis Currie, 1925 †